# Straßfeld
Straßfeld este un cartier cu  465 loc. al comunei Swisttal din landul Renania de Nord-Westfalia, Germania. El se află la 15 km de Bonn între munții Eifel și regiunea Vorgebirge, amplasat la șoseaua BAB 6, între Ollheim, Heimerzheim (cartiere din Swisttal), Dom Esch, Klein Büllesheim (cartiere din Euskirchen), Derkum, Müggenhausen (cartiere din Weilerswist).
Numele de Straßfeld se consideră că ar fi de origine romană. Localitatea este pentru prima oară amintită în anul 856, când este dăruită de regele  Lothar II, vasalului său  Otbert care primește ținutul cu localitățile Oberdrees, Essig, Kessenich, Straßfeld și Ottenheim.